# Lista de episódios de Jane the Virgin
Jane the Virgin é uma série de televisão comédia dramática americana que estreou no The CW em 13 de outubro de 2014. A série segue Jane Villanueva, uma jovem latina religiosa que trabalha duro e que promete guarda sua virgindade até que o casamento, até quando uma médica erroneamente a insemina artificialmente durante um check-up. Para piorar a situação, o doador biológico é um homem casado, um ex-playboy e sobrevivente de câncer que não é apenas o novo dono do hotel onde Jane trabalha, mas também sua ex-paixão adolescente.
O programa foi encomendado para a série em 8 de maio de 2014, seguido de um pedido de temporada completa em 21 de outubro de 2014. Em 11 de janeiro de 2015, a série foi renovada para uma segunda temporada. Em 11 de março de 2016, foi renovado para uma terceira temporada. Em 8 de janeiro de 2017, foi renovado para uma quarta temporada, que estreou em 13 de outubro de 2017. Em 2 de abril de 2018, foi renovado para uma quinta temporada. A quinta temporada será a última última temporada e levará a série a 100 episódios no total. A quinta temporada estreou em 27 de março de 2019.
Durante o curso da série, 100 episódios de Jane the Virgin foram ao ar.

## Resumo
| Temporada | Temporada | Episódios | Episódios | Originalmente exibido | Originalmente exibido |
| Temporada | Temporada | Episódios | Episódios | Estreia da temporada  | Final da temporada    |
| --------- | --------- | --------- | --------- | --------------------- | --------------------- |
|           | 1         | 22        | 22        | 13 de outubro de 2014 | 11 de maio de 2015    |
|           | 2         | 22        | 22        | 12 de outubro de 2015 | 16 de maio de 2016    |
|           | 3         | 20        | 20        | 17 de outubro de 2016 | 22 de maio de 2017    |
|           | 4         | 17        | 17        | 13 de outubro de 2017 | 20 de abril de 2018   |
|           | 5         | 19        | 19        | 27 de março de 2019   | 31 de julho de 2019   |

## Episódios

### 1ª temporada (2014-2015)
| N.º na série | N.º na temp. | Título               | Dirigido por    | Escrito por                               | Exibição original       | Audiência (milhões) |
| ------------ | ------------ | -------------------- | --------------- | ----------------------------------------- | ----------------------- | ------------------- |
| 1            | 1            | "Chapter One"        | Brad Silberling | Jennie Snyder Urman                       | 13 de outubro de 2014   | 1.61                |
| 2            | 2            | "Chapter Two"        | Uta Briesewitz  | Jennie Snyder Urman                       | 20 de outubro de 2014   | 1.36                |
| 3            | 3            | "Chapter Three"      | Brad Silberling | Meredith Averill                          | 27 de outubro de 2014   | 1.09                |
| 4            | 4            | "Chapter Four"       | Debbie Allen    | Corinne Brinkerhoff                       | 3 de novembro de 2014   | 1.01                |
| 5            | 5            | "Chapter Five"       | Edward Ornelas  | Josh Reims                                | 10 de novembro de 2014  | 1.22                |
| 6            | 6            | "Chapter Six"        | Jann Turner     | Paul Sciarrotta                           | 17 de novembro de 2014  | 1.09                |
| 7            | 7            | "Chapter Seven"      | Janice Cooke    | David S. Rosenthal                        | 24 de novembro de 2014  | 0.96                |
| 8            | 8            | "Chapter Eight"      | Norman Buckley  | Josh Reims & Carolina Rivera              | 8 de dezembro de 2014   | 1.22                |
| 9            | 9            | "Chapter Nine"       | Zetna Fuentes   | Corinne Brinkerhoff                       | 15 de dezembro de 2014  | 1.28                |
| 10           | 10           | "Chapter Ten"        | Elodie Keene    | Meredith Averill & Christopher Oscar Peña | 19 de janeiro de 2015   | 1.39                |
| 11           | 11           | "Chapter Eleven"     | Joanna Kerns    | Gracie Glassmeyer                         | 26 de janeiro de 2015   | 1.55                |
| 12           | 12           | "Chapter Twelve"     | Gina Lamar      | David S. Rosenthal                        | 2 de fevereiro de 2015  | 1.24                |
| 13           | 13           | "Chapter Thirteen"   | Howard Deutch   | Josh Reims                                | 9 de fevereiro de 2015  | 1.34                |
| 14           | 14           | "Chapter Fourteen"   | Brad Silberling | Paul Sciarrotta                           | 16 de fevereiro de 2015 | 1.31                |
| 15           | 15           | "Chapter Fifteen"    | Melanie Mayron  | Emmylou Diaz & David S. Rosenthal         | 9 de março de 2015      | 1.26                |
| 16           | 16           | "Chapter Sixteen"    | Joanna Kerns    | Josh Reims & Carolina Rivera              | 16 de março de 2015     | 1.10                |
| 17           | 17           | "Chapter Seventeen"  | Uta Briesewitz  | Amy Rardin & Jessica O'Toole              | 6 de abril de 2015      | 0.93                |
| 18           | 18           | "Chapter Eighteen"   | Edward Ornelas  | Meredith Averill                          | 13 de abril de 2015     | 1.03                |
| 19           | 19           | "Chapter Nineteen"   | Robert Luketic  | Emmylou Diaz & David S. Rosenthal         | 20 de abril de 2015     | 1.05                |
| 20           | 20           | "Chapter Twenty"     | Debbie Allen    | Corinne Brinkerhoff & Paul Sciarrotta     | 27 de abril de 2015     | 1.06                |
| 21           | 21           | "Chapter Twenty-One" | Stuart Gillard  | Jessica O'Toole & Amy Rardin              | 4 de maio de 2015       | 1.05                |
| 22           | 22           | "Chapter Twenty-Two" | Zetna Fuentes   | Josh Reims & Jennie Snyder Urman          | 11 de maio de 2015      | 1.24                |

### 2ª temporada (2015-2016)
| N.º na série | N.º na temp. | Título                 | Dirigido por           | Escrito por                                    | Exibição original       | Audiência (milhões) |
| ------------ | ------------ | ---------------------- | ---------------------- | ---------------------------------------------- | ----------------------- | ------------------- |
| 23           | 1            | "Chapter Twenty-Three" | Brad Silberling        | Jennie Snyder Urman                            | 12 de outubro de 2015   | 1.06                |
| 24           | 2            | "Chapter Twenty-Four"  | Edward Ornelas         | David S. Rosenthal                             | 19 de outubro de 2015   | 0.84                |
| 25           | 3            | "Chapter Twenty-Five"  | Robert Luketic         | Corinne Brinkerhoff                            | 26 de outubro de 2015   | 0.94                |
| 26           | 4            | "Chapter Twenty-Six"   | Zetna Fuentes          | Paul Sciarrotta                                | 2 de novembro de 2015   | 1.09                |
| 27           | 5            | "Chapter Twenty-Seven" | Jann Turner            | Jessica O'Toole & Amy Rardin                   | 9 de novembro de 2015   | 1.11                |
| 28           | 6            | "Chapter Twenty-Eight" | Melanie Mayron         | Corinne Brinkerhoff & Micah Schraft            | 16 de novembro de 2015  | 1.10                |
| 29           | 7            | "Chapter Twenty-Nine"  | Edward Ornelas         | David S. Rosenthal & Dara Resnick Creasey      | 23 de novembro de 2015  | 0.98                |
| 30           | 8            | "Chapter Thirty"       | Uta Briesewitz         | Paul Sciarrotta & Carolina Rivera              | 14 de dezembro de 2015  | 0.98                |
| 31           | 9            | "Chapter Thirty-One"   | Joanna Kerns           | Emmylou Diaz, Jessica O'Toole & Amy Rardin     | 25 de janeiro de 2016   | 0.99                |
| 32           | 10           | "Chapter Thirty-Two"   | Jason Reilly           | Micah Schraft                                  | 1 de fevereiro de 2016  | 1.04                |
| 33           | 11           | "Chapter Thirty-Three" | Uta Briesewitz         | Michael J. Cinquemani                          | 8 de fevereiro de 2016  | 0.94                |
| 34           | 12           | "Chapter Thirty-Four"  | Howard Deutch          | Madeline Hendricks                             | 22 de fevereiro de 2016 | 0.94                |
| 35           | 13           | "Chapter Thirty-Five"  | Melanie Mayron         | Chantelle M. Wells                             | 29 de fevereiro de 2016 | 0.91                |
| 36           | 14           | "Chapter Thirty-Six"   | Uta Briesewitz         | Jessica O'Toole & Amy Rardin                   | 7 de março de 2016      | 0.92                |
| 37           | 15           | "Chapter Thirty-Seven" | Melanie Mayron         | Sarah Goldfinger                               | 21 de março de 2016     | 0.77                |
| 38           | 16           | "Chapter Thirty-Eight" | Georgina Garcia Riedel | Micah Schraft                                  | 28 de março de 2016     | 0.94                |
| 39           | 17           | "Chapter Thirty-Nine"  | Matthew Diamond        | Carolina Rivera                                | 11 de abril de 2016     | 0.93                |
| 40           | 18           | "Chapter Forty"        | Anna Mastro            | Jessica O'Toole & Amy Rardin                   | 18 de abril de 2016     | 0.96                |
| 41           | 19           | "Chapter Forty-One"    | Gina Lamar             | Joe Lawson                                     | 25 de abril de 2016     | 0.84                |
| 42           | 20           | "Chapter Forty-Two"    | Zetna Fuentes          | Micah Schraft & Paul Sciarrotta                | 2 de maio de 2016       | 0.86                |
| 43           | 21           | "Chapter Forty-Three"  | Melanie Mayron         | Jessica O'Toole & Amy Rardin & Paul Sciarrotta | 9 de maio de 2016       | 0.90                |
| 44           | 22           | "Chapter Forty-Four"   | Jann Turner            | Paul Sciarrotta & Jennie Snyder Urman          | 16 de maio de 2016      | 0.97                |

### 3ª temporada (2016-2017)
| N.º na série | N.º na temp. | Título                | Dirigido por        | Escrito por                                      | Exibição original       | Audiência (milhões) |
| ------------ | ------------ | --------------------- | ------------------- | ------------------------------------------------ | ----------------------- | ------------------- |
| 45           | 1            | "Chapter Forty-Five"  | Gina Lamar          | Jennie Snyder Urman                              | 17 de outubro de 2016   | 1.09                |
| 46           | 2            | "Chapter Forty-Six"   | Brad Silberling     | David S. Rosenthal & Paul Sciarrotta             | 24 de outubro de 2016   | 1.10                |
| 47           | 3            | "Chapter Forty-Seven" | Eva Longoria Baston | Carolina Rivera & Micah Schraft                  | 31 de outubro de 2016   | 0.97                |
| 48           | 4            | "Chapter Forty-Eight" | Melanie Mayron      | Sarah Goldfinger & Jessica O'Toole & Amy Rardin  | 7 de novembro de 2016   | 1.08                |
| 49           | 5            | "Chapter Forty-Nine"  | Anna Mastro         | Paul Sciarrotta                                  | 14 de novembro de 2016  | 0.93                |
| 50           | 6            | "Chapter Fifty"       | Melanie Mayron      | Valentina Garza & David S. Rosenthal             | 21 de novembro de 2016  | 1.01                |
| 51           | 7            | "Chapter Fifty-One"   | Gina Lamar          | Sarah Goldfinger, Jessica O'Toole & Amy Rardin   | 28 de novembro de 2016  | 1.15                |
| 52           | 8            | "Chapter Fifty-Two"   | Anna Mastro         | Carolina Rivera & Micah Schraft                  | 23 de janeiro de 2017   | 0.99                |
| 53           | 9            | "Chapter Fifty-Three" | Gina Lamar          | Chantelle M. Wells                               | 30 de janeiro de 2017   | 0.91                |
| 54           | 10           | "Chapter Fifty-Four"  | Melanie Mayron      | Micah Schraft & Jennie Snyder Urman              | 6 de fevereiro de 2017  | 0.93                |
| 55           | 11           | "Chapter Fifty-Five"  | Brad Silberling     | Paul Sciarrotta & Jennie Snyder Urman            | 13 de fevereiro de 2017 | 1.07                |
| 56           | 12           | "Chapter Fifty-Six"   | Matthew Diamond     | Valentina Garza                                  | 20 de fevereiro de 2017 | 1.06                |
| 57           | 13           | "Chapter Fifty-Seven" | Zetna Fuentes       | Madeline Hendricks                               | 27 de fevereiro de 2017 | 0.88                |
| 58           | 14           | "Chapter Fifty-Eight" | Melanie Mayron      | Merigan Mulhern                                  | 20 de março de 2017     | 0.84                |
| 59           | 15           | "Chapter Fifty-Nine"  | Anna Mastro         | Deidre Shaw                                      | 27 de março de 2017     | 0.89                |
| 60           | 16           | "Chapter Sixty"       | Micah Schraft       | Carolina Rivera & Micah Schraft                  | 24 de abril de 2017     | 0.79                |
| 61           | 17           | "Chapter Sixty-One"   | Melanie Mayron      | Paul Sciarrotta                                  | 1 de maio de 2017       | 0.77                |
| 62           | 18           | "Chapter Sixty-Two"   | Fernando Sariñana   | Jessica O'Toole, Amy Rardin & David S. Rosenthal | 8 de maio de 2017       | 0.99                |
| 63           | 19           | "Chapter Sixty-Three" | Gina Lamar          | Paul Sciarrotta                                  | 15 de maio de 2017      | 0.76                |
| 64           | 20           | "Chapter Sixty-Four"  | Melanie Mayron      | Micah Schraft & Jennie Snyder Urman              | 22 de maio de 2017      | 0.96                |

### 4ª temporada (2017-2018)
| N.º na série | N.º na temp. | Título                  | Dirigido por      | Escrito por                                   | Exibição original      | Audiência (milhões) |
| ------------ | ------------ | ----------------------- | ----------------- | --------------------------------------------- | ---------------------- | ------------------- |
| 65           | 1            | "Chapter Sixty-Five"    | Brad Silberling   | Jennie Snyder Urman & Paul Sciarrotta         | 13 de outubro de 2017  | 0.68                |
| 66           | 2            | "Chapter Sixty-Six"     | Gina Lamar        | Valentina Garza, Jessica O'Toole & Amy Rardin | 20 de outubro de 2017  | 0.61                |
| 67           | 3            | "Chapter Sixty-Seven"   | Fernando Sariñana | Carolina Rivera & Micah Schraft               | 27 de outubro de 2017  | 0.60                |
| 68           | 4            | "Chapter Sixty-Eight"   | Gina Lamar        | Deirdre Shaw & Chantelle M. Wells             | 3 de novembro de 2017  | 0.69                |
| 69           | 5            | "Chapter Sixty-Nine"    | Stuart Gillard    | Paul Sciarrotta                               | 10 de novembro de 2017 | 0.65                |
| 70           | 6            | "Chapter Seventy"       | Melanie Mayron    | Carolina Rivera & Micah Schraft               | 17 de novembro de 2017 | 0.61                |
| 71           | 7            | "Chapter Seventy-One"   | Micah Schraft     | Valentina Garza & Deidre Shaw                 | 8 de dezembro de 2017  | 0.65                |
| 72           | 8            | "Chapter Seventy-Two"   | Melanie Mayron    | Carolina Rivera & Paul Sciarrotta             | 26 de janeiro de 2018  | 0.68                |
| 73           | 9            | "Chapter Seventy-Three" | Eric Lea          | Valentina Garza & Chantelle M. Wells          | 2 de fevereiro de 2018 | 0.67                |
| 74           | 10           | "Chapter Seventy-Four"  | Gina Rodriguez    | Micah Schraft & Paul Sciarrotta               | 9 de fevereiro de 2018 | 0.80                |
| 75           | 11           | "Chapter Seventy-Five"  | Gina Lamar        | Merigan Mulhern                               | 2 de março de 2018     | 0.59                |
| 76           | 12           | "Chapter Seventy-Six"   | Melanie Mayron    | Leah Longoria                                 | 9 de março de 2018     | 0.58                |
| 77           | 13           | "Chapter Seventy-Seven" | Gina Lamar        | Deirdre Shaw & Chantelle M. Wells             | 16 de março de 2018    | 0.59                |
| 78           | 14           | "Chapter Seventy-Eight" | Justin Baldoni    | Valentina Garza & Micah Schraft               | 23 de março de 2018    | 0.65                |
| 79           | 15           | "Chapter Seventy-Nine"  | Gina Lamar        | Paul Sciarrotta                               | 6 de abril de 2018     | 0.53                |
| 80           | 16           | "Chapter Eighty"        | Micah Schraft     | Micah Schraft                                 | 13 de abril de 2018    | 0.57                |
| 81           | 17           | "Chapter Eighty-One"    | Gina Lamar        | Jennie Snyder Urman & Paul Sciarrotta         | 20 de abril de 2018    | 0.58                |

### 5ª temporada (2019)
| N.º | Título | Dirigido por           | Escrito por       | Exibição original                    | Audiência (milhões) |      |
| --- | ------ | ---------------------- | ----------------- | ------------------------------------ | ------------------- | ---- |
| 82  | 1      | "Chapter Eighty-Two"   | Gina Rodriguez    | Jennie Snyder Urman                  | 27 de março de 2019 | 0.79 |
| 83  | 2      | "Chapter Eighty-Three" | Gina Lamar        | Chantelle M. Wells & Katie Wech      | 3 de abril de 2019  | 0.61 |
| 84  | 3      | "Chapter Eighty-Four"  | Brad Silberling   | Valentina L. Garza & Deidre Shaw     | 10 de abril de 2019 | 0.61 |
| 85  | 4      | "Chapter Eighty-Five"  | Melanie Mayron    | Carolina Rivera & Liz Sczudlo        | 17 de abril de 2019 | 0.69 |
| 86  | 5      | "Chapter Eighty-Six"   | Gina Lamar        | Joni Lefkowitz & Madeline Hendricks  | 24 de abril de 2019 | 0.58 |
| 87  | 6      | "Chapter Eighty-Seven" | Eric Lea          | Rafael Agustín                       | 1 de maio de 2019   | 0.59 |
| 88  | 7      | "Chapter Eighty-Eight" | Stuart Gillard    | Deirdre Shaw                         | 8 de maio de 2019   | 0.71 |
| 89  | 8      | "Chapter Eighty-Nine"  | Zetna Fuentes     | Katie Wech & Valentina L. Garza      | 15 de maio de 2019  | 0.62 |
| 90  | 9      | "Chapter Ninety"       | Gina Rodriguez    | Chantelle M. Wells                   | 22 de maio de 2019  | 0.48 |
| 91  | 10     | "Chapter Ninety-One"   | Gina Lamar        | Joni Lefkowitz                       | 29 de maio de 2019  | 0.56 |
| 92  | 11     | "Chapter Ninety-Two"   | Leo Zisman        | Liz Sczudlo                          | 5 de junho de 2019  | 0.57 |
| 93  | 12     | "Chapter Ninety-Three" | Melanie Mayron    | Carolina Rivera & Madeline Hendricks | 12 de junho de 2019 | 0.63 |
| 94  | 13     | "Chapter Ninety-Four"  | Fernando Sariñana | Valentina L. Garza & Deidre Shaw     | 19 de junho de 2019 | 0.63 |
| 95  | 14     | "Chapter Ninety-Five"  | Neema Barnette    | Liz Sczudlo & Madeline Hendricks     | 26 de junho de 2019 | 0.68 |
| 96  | 15     | "Chapter Ninety-Six"   | Viet Nguyen       | Ben O'Hara                           | 10 de julho de 2019 | 0.67 |
| 97  | 16     | "Chapter Ninety-Seven" | Melanie Mayron    | Deidre Shaw & Chantelle M. Wells     | 17 de julho de 2019 | 0.60 |
| 98  | 17     | "Chapter Ninety-Eight" | Zetna Fuentes     | Gina Lamar                           | 24 de julho de 2019 | 0.53 |
| 99  | 18     | "Chapter Ninety-Nine"  | ASA               | ASA                                  | 31 de julho de 2019 | 0.64 |
| 100 | 19     | "Chapter One Hundred"  | Brad Silberling   | Jennie Snyder Urman                  | 31 de julho de 2019 | 0.65 |